# دوستان (فیلم ۲۰۰۲)
«دوستان» (کنادا: ಫ್ರೆಂಡ್ಸ್) یک فیلم است که در سال ۲۰۰۲ منتشر شد.